# Wiesloch
Wiesloch est une ville allemande située dans le Bade-Wurtemberg, dans l'arrondissement de Rhin-Neckar.

## Histoire
| Appartenances historiques Palatinat du Rhin 1288-1410 Palatinat-Mosbach 1410-1448 Palatinat-Mosbach-Neumarkt 1448-1499 Palatinat du Rhin 1499-1803 Électorat de Bade 1803–1806 Grand-duché de Bade 1806–1918 République de Weimar 1918–1933 Reich allemand 1933–1945 Allemagne occupée 1945–1949 Allemagne 1949–présent |

### Les fossiles
La recherche de fossiles sur le site a permis de découvrir le plus ancien colibri à ce jour, Eurotrochilus inexpectatus (Frauenweiler). Cet oiseau vivait au Oligocène (30 millions d'années), lorsque le site était humide, et le climat subtropical.

### Batailles

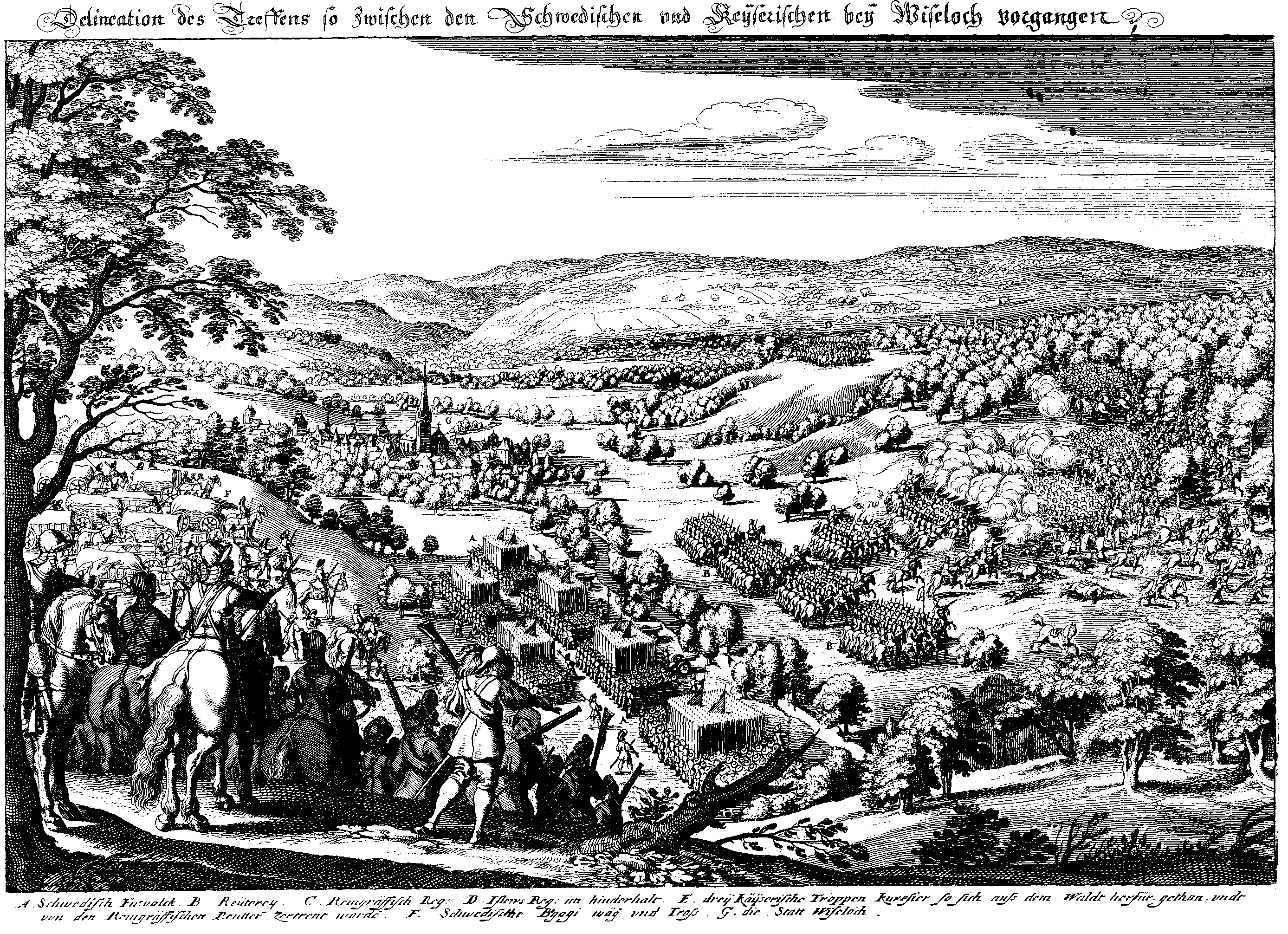
Bataille Wiesloch (1632)

Trois batailles ont eu lieu près de Wiesloch :
- En 1622, la Bataille de Mingolsheim, le 27 avril au cours de la Guerre de Trente Ans
- En 1632, la bataille de Wiesloch, le 16 août (Guerre de Trente Ans)
- En 1799, la bataille de Wiesloch, le 3 décembre (au cours de la guerre de la Deuxième Coalition).

Wiesloch fut attaquée le 28 janvier 1689 par les troupes françaises dirigées par Ezéchiel du Mas, Comte de Mélac, durant la Guerre de la Ligue d'Augsbourg (guerre de neuf ans). La ville y fut brûlée et quasi détruite.

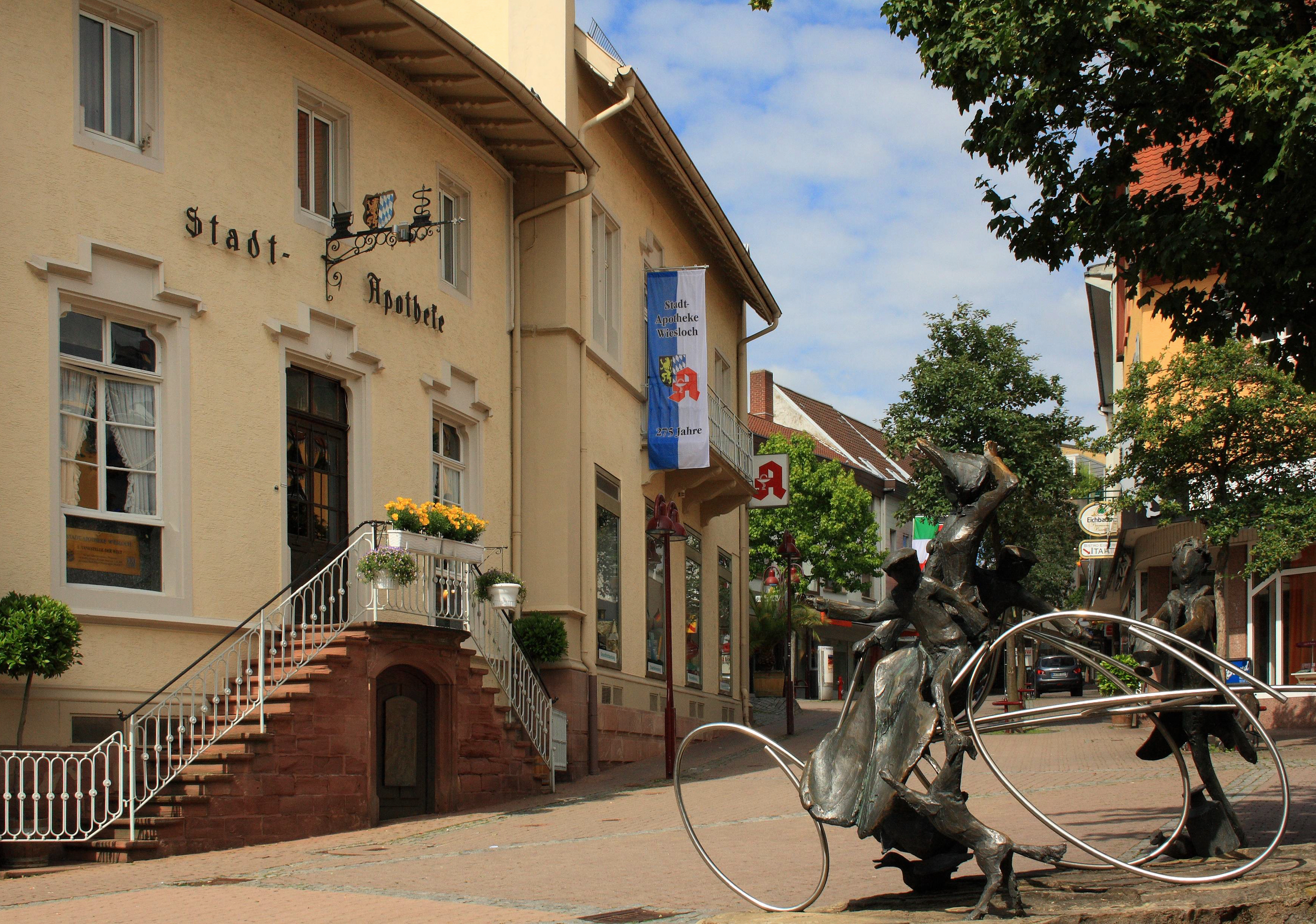
Première station service au monde

### Bertha Benz
La pharmacie de la ville devient la « première station service au monde », en accueillant Bertha Benz le 5 août 1888, et lui permettant de remplir son réservoir au cours du premier trajet longue distance sur une automobile créée par son mari Carl Benz. Le carburant fourni par l'apothicaire Willi Ocket était de l'éther de pétrole ou ligroïne.
En 2008, la Bertha Benz Memorial Route a été déclarée route officielle de l'héritage industriel. Elle suit le chemin pris par Bertha Benz lors de son premier grand voyage en automobile, soit 194 km de route balisé entre Mannheim et Heidelberg et entre Wiesloch et Pforzheim (Forêt noire) (aller et retour).

## Monuments et lieux d'intérêts
- Le Mithraeum de Wiesloch.

## Personnalités
- Johann Knüpfer (1866-1910), artiste allemand d'art brut, mort à Wiesloch.

## Jumelage
- Sturgis (Michigan) (États-Unis) depuis 1966
- Fontenay-aux-Roses (France) depuis 1974
- Ząbkowice Śląskie (Pologne) depuis 1998
- Amarante (Portugal) (Portugal) depuis 2003